# Sinal de Lasègue

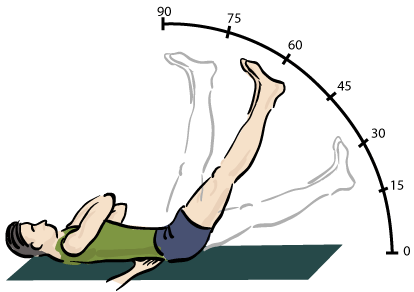
O exame ao sinal de Lasègue ajuda a diagnosticar causas de lombalgia.

Sinal de Lasègue é um sinal clínico que descreve a existência de dor na parte posterior da perna quando a perna é estendida. A dor é provocada pela flexão da coxa sobre a bacia. Este sinal é característico da ciática, mas pode ser observado em mais condições e ajuda a determinar se um paciente com lombalgia tem uma hérnia discal. O sinal foi descrito por Ernest-Charles Lasègue em 1864.